# Ruta Provincial 21 (Santa Fe)
La Ruta Provincial 21 es una carretera pavimentada de 64 km ubicada en el sudeste de la Provincia de Santa Fe, Argentina.
Este tramo correspondía a la antigua traza de la  RN 9 , la cual terminaba en la calle Ayacucho para el acceso a la ciudad de Rosario. Cuando se terminó la autopista Buenos Aires-Rosario, pasó a jurisdicción provincial con la denominación de Ruta Provincial 21.

## Recorrido

### Departamento Rosario
Empieza como avenida en el cruce con la Ruta Nacional A0008 en el límite entre la localidad de Rosario y Villa Gobernador Gálvez.

## Localidades
Las ciudades y pueblos por las que pasa esta ruta son:
- Departamento Rosario: Villa Gobernador Gálvez, Alvear, Pueblo Esther, General Lagos, Arroyo Seco, Fighiera.
- Departamento Constitución: Pavón, Empalme Villa Constitución, Villa Constitución.

## Nomenclatura municipal
Los nombres que toma la ruta según el distrito son los siguientes:
- Villa Gobernador Gálvez: Avenida San Martín.
- Arroyo Seco: José Costantini.
- Fighiera: Avenida Rivadavia.
- Empalme Villa Constitución: en un sector de la traza, se denomina General San Martín.
- Villa Constitución: en un sector de la traza, se denomina 14 de febrero, mientras que su continuación toma el nombre de General San Martín.

En tanto, tras atravesar el límite provincial, su denominación en la localidad de San Nicolás de los Arroyos cambia a Avenida Moreno, Presidente Illia, posteriormente Luis Viale y Avenida Savio.
Luego al ingresar al Partido de Ramallo, su denominación cambia a "Ingeniero agrónomo Horacio Salazar", comúnmente llamado "Camino de la costa" y luego "Avenida Savio"